# Бёк, Янош
Янош Бёк (венг. János Böckh; 20 октября 1840 , Пешт, Австрийская империя — 10 мая 1909, Будапешт, Австро-Венгрия) — венгерский геолог, горный инженер, член-корреспондент Венгерской академии наук (1876).
Инициатор разведки нефти на территории Венгрии.

## Биография
Сын врача.
До 1858 года учился в инженерной школе в Кремсе.
В 1862 году окончил горную академию в Шелмеце (ныне Банска-Штьявница, Словакия). С 1864 года работал маркшейдером в Венском геологическом институте, затем в горном отделе Венского министерства финансов. Одновременно учился в Венском университете.

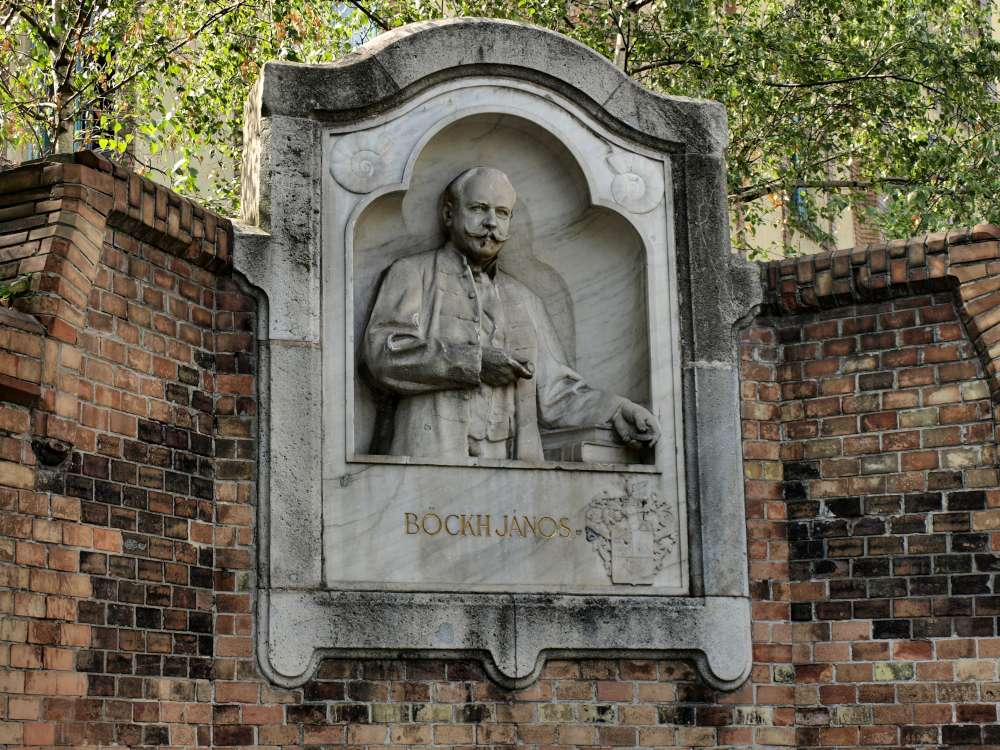
Настенная статуя Яноша Бёка на стене Института геологии в Будапеште

Принимал участие в экспедициях, организованных В. Гайдингером, Э. Зюссом и Ф. Фёттерле.
С 1869 года — геолог в Географическом институте. Главный геолог (с 1872), с 1882 по 1901 год — директор Королевского венгерского геологического института.
Вице-президент Венгерского геологического общества (1889) и его президент (1895—1901). Был почётным членом Венгерского географического общества и Братиславской ассоциации естественных наук и медицины. В 1898 г. представлял венгерские геологические науки и читал лекции на Геологическом конгрессе в Санкт-Петербурге, в 1900 году — в Париже.
По его инициативе началась разведка нефти в Венгрии. Исследовал, в основном, геологические и палеонтологические отложения в венгерских горах Бюкк, южных Баконях и Мечеке. Много времени провёл исследуя в Крыму, на Кавказе и в Пиренеях.
Внёс большой вклад в области измерения геологического уровня и картографирования. Был первым награждённым Мемориальной медалью Йожефа Сабо за публикации о нефтяных месторождениях Марамароша.
Автор многих важных геологических работ, опубликованных в специализированных изданиях Геологического института и Геологического общества, в том числе 71 книги, а также 23 геологические карты.

## Таксоны названные в его честь
- Parakellnerites boeckhi (Roth, 1871). Триасовый аммонит
- Proarcestes boeckhi (Mojsisovics, 1882). Триасовый аммонит
- Atractites boeckhi (Stürzenbaum, 1875). Триасовые головоногие моллюски
- Daonella (Daonella) boeckhi Mojsisovics , 1874. Триасовые мидии
- Megalodus boeckhi (Hoernes, 1899). Триасовые раковины
- Avicula boeckhi Bittner, 1901. Триасовые раковины.
- Monotrypa boeckhiana Papp, 1900. Триасовая мшанка
- Ceriopora boeckhiana Vinassa de Regny, 1901. Триасовая мшанка
- Phylloceras doderleinianum prinzi Géczy, 1904.
- Urkutites boeckhi Géczy, 1967. Аммониты
- Boeckhia boeckhi Szabó, 1982.
- Mitra (Vexillum) boeckhi (Szőts , 1953). Эоценовая улитка
- Ceronnectes boeckhi (Lőrenthey , 1897). Эоценовое ракообразное
- Nummulina boeckhi Rozlozsnik, 1924. Эоценовые фораминиферы
- Argiope boeckhi Matyasovszky , 1880. Миоценовые брахиоподы
- Ocinebrina boeckhi (Hoernes et Auinger, 1885). Миоценовая улитка
- Monteiroconus boeckhi (Halaváts , 1884). Миоценовая улитка
- Caranx boeckhi Gorjanovic -Kramberger, 1902. Миоценовые ставридовые
- Caspia boeckhi (Lőrenthey, 1902). Плиоценовая улитка
- Viviparus boeckhi (Halaváts , 1888). Улитка плейстоцена .

## Награды
- Орден Железной короны (1896),
- Орден Святого Станислава (Российская империя) (1898),
- Мемориальная медаль Йожефа Сабо (первая, 1900)
- Дворянский титул